# Dimargarodes mediterraneus
Dimargarodes mediterraneus är en insektsart som först beskrevs av Filippo Silvestri 1908.  Dimargarodes mediterraneus ingår i släktet Dimargarodes och familjen pärlsköldlöss. Inga underarter finns listade i Catalogue of Life.